# إدوارد سورين
إدوارد سورين (6 فبراير 1841 ببلدية أييل بفرنسا - 31 أكتوبر 1893 بساوث بند) وإسمه الكامل إدوارد فريدريك سورين بالإنجليزية Edward Frederick Sorin و بالفرنسية Édouard Sorin كاهن كاثوليكي و قسيس من مجمع الصليب المقدس و مرب فرنسي هاجر إلى الولايات المتحدة الأمريكية للقيام بأنشطة تبشيرية. هناك أسس بلدة نوتر دام دو لاك (Notre Dame du Lac) بانديانا وفيها أسس جامعة نوتر دام الكاثوليكية سنة 1842 كما أسس جامعة سنت ادواردز الكاثوليكية في أوستن (تكساس) سنة 1885.